# Kanton Burzet
Kanton Burzet (fr. Canton de Burzet) je francouzský kanton v departementu Ardèche v regionu Rhône-Alpes. Skládá se z pěti obcí.

## Obce kantonu
- Burzet
- Péreyres
- Sagnes-et-Goudoulet
- Saint-Pierre-de-Colombier
- Sainte-Eulalie